# Sergio García (wielrenner)
Sergio García González (Ronda, 11 juni 1999) is een Spaans voormalig wielrenner die in 2024 reed bij Aviludo-Louletano-Loulé Concelho.

## Carrière
In 2020 nam García, namens Kometa Xstra, deel aan de Ronde van Murcia. In de eerste etappe maakte hij deel uit van een kopgroep van elf renners, die uiteindelijk met meer dan zestien minuten voorsprong op het peloton aan de eindstreep kwam. Xandro Meurisse won de rit, García werd achtste. In de tweede etappe verdedigde García zijn positie met succes, waarmee hij de beste continentale renner in de eindstand werd. Later dat jaar werd hij onder meer elfde in de Circuito de Getxo.
Doordat zijn ploeg in 2021 een stap hogerop deed, werd García dat jaar prof. Zijn eerste koers dat jaar was de Strade Bianche, waarin hij buiten de tijdslimiet finishte. Later dat jaar werd hij onder meer zeventiende in de Vredeskoers voor beloften en reed hij twee dagen in de aanval in de Ronde van Burgos. In 2022 kwam García voor de tweede maal op rij buiten tijd binnen in de Strade Bianche.

## Resultaten in voornaamste wedstrijden
|      | \| Jaar \| Strade Bianche \| \| ---- \| -------------- \| \| 2021 \| buit.tijd \| \| 2022 \| buit.tijd \| |
| Jaar | Strade Bianche                                                                                            |
| 2021 | buit.tijd                                                                                                 |
| 2022 | buit.tijd                                                                                                 |

## Ploegen
- 2020 –  Kometa Xstra Cycling Team
- 2021 –  EOLO-Kometa
- 2022 –  EOLO-Kometa
- 2023 –  Glassdrive Q8 Anicolor
- 2024 –  Aviludo-Louletano-Loulé Concelho

Albanese · Archibald · Bais · Belletti · Christian · Dina · Fancellu · Fetter · Fortunato · Frapporti · García · Gavazzi · Grávalos · Pacioni · Ravasi · Rivi · Ropero · Sevilla · Viegas · Wackermann · Hernaiz (stagiair) · Martin (stagiair) · Piganzoli (stagiair)
Albanese · Bais · Bevilacqua · Christian · Dina · Fancellu · Fedeli (vanaf 20/6) · Fetter · Fortunato · García · Gavazzi · Grávalos · Lonardi · Maestri · Á. Martín · D. Martín · Ravasi · Rivi · Ropero · Rosa · Sevilla · Viegas · Montoli (stagiair) · Muñoz (stagiair) · Pietrobon (stagiair)